# شای مورفی
شای مورفی (انگلیسی: Shay Murphy؛ زادهٔ ۱۵ آوریل ۱۹۸۵) بازیکن بسکتبال اهل ایالات متحده آمریکا است.
از باشگاه‌هایی که در آن بازی کرده‌است می‌توان به فینکس مرکوری اشاره کرد.